# Liutfried II. von Winterthur
Liutfried II. von Winterthur (* um 930–970), manchmal auch Liutfried I. von Winterthur, war Graf von Winterthur-Bregenz. Liutfried gilt als mutmasslicher Erbauer der Kyburg. Er stammt aus dem Adelsgeschlecht der Udalrichinger.
Er war Sohn von Ulrich VI. von Bregenz, Graf von Bregenz und Graf in Ober- und Unterrätien, und Dietburga von Sulmetingen. Sein jüngster Bruder war Gebhard von Konstanz, der 979 bis 995 Bischof des Bistums Konstanz war.
Von Liutfried sind drei Söhne bekannt: Der Älteste, Adalbert I. (*um 960), beerbte ihn als Graf von Winterthur, Lütfried III. (*um 970), wurde Graf von Mörsberg und Werner (*um 980) wurde Graf von Kyburg.